# Abierto Mexicano de Tenis 2016 - Qualificazioni singolare maschile
Le qualificazioni del singolare maschile dell'Abierto Mexicano de Tenis 2016 sono state un torneo di tennis preliminare per accedere alla fase finale della manifestazione. I vincitori dell'ultimo turno sono entrati di diritto nel tabellone principale. In caso di ritiro di uno o più giocatori aventi diritto a questi sono subentrati i lucky loser, ossia i giocatori che hanno perso nell'ultimo turno ma che avevano una classifica più alta rispetto agli altri partecipanti che avevano comunque perso nel turno finale.

## Teste di serie
1. Thiemo de Bakker (qualificato)
2. Taylor Fritz (qualificato)
3. Radu Albot (primo turno)
4. Ryan Harrison (qualificato)

1. John-Patrick Smith (ultimo turno)
2. Dennis Novikov (primo turno)
3. Adrián Menéndez Maceiras (ultimo turno)
4. Alexander Sarkissian (ultimo turno)

## Qualificati
1. Thiemo de Bakker
2. Taylor Fritz

1. Tommy Paul
2. Ryan Harrison

## Tabellone

### Legenda
| - Q = Qualificato - WC = Wild card - LL = Lucky loser | - ALT = Alternate - SE = Special Exempt - PR = Protected Ranking | - w/o = Walkover - r = Ritirato - d = Squalificato |

### Sezione 1
|  | Primo turno | Primo turno          | Primo turno      | Primo turno | Primo turno |  |  | Ultimo turno | Ultimo turno         | Ultimo turno | Ultimo turno | Ultimo turno |  |
|  |             |                      |                  |             |             |  |  |              |                      |              |              |              |  |
|  | 1           | Thiemo de Bakker     | Thiemo de Bakker | 6           | 6           |  |  |              |                      |              |              |              |  |
|  | Alt         | Eduardo Struvay      | Eduardo Struvay  | 3           | 4           |  |  | 1            | Thiemo de Bakker     | 6            | 3            | 6            |  |
|  | Alt         | Alessandro Giannessi | 6                | 7           | 6           |  |  | Alt          | Alessandro Giannessi | 4            | 6            | 2            |  |
|  | 6           | Dennis Novikov       | 7                | 64          | 1           |  |  |              |                      |              |              |              |  |

### Sezione 2
|  | Primo turno | Primo turno              | Primo turno              | Primo turno | Primo turno |  |  | Ultimo turno | Ultimo turno             | Ultimo turno             | Ultimo turno | Ultimo turno |  |
|  |             |                          |                          |             |             |  |  |              |                          |                          |              |              |  |
|  | 2           | Taylor Fritz             | Taylor Fritz             | 6           | 6           |  |  |              |                          |                          |              |              |  |
|  | WC          | Manuel Sánchez           | Manuel Sánchez           | 1           | 2           |  |  | 2            | Taylor Fritz             | Taylor Fritz             | 6            | 6            |  |
|  |             | Somdev Devvarman         | Somdev Devvarman         | 1           | 5           |  |  | 7            | Adrián Menéndez Maceiras | Adrián Menéndez Maceiras | 3            | 2            |  |
|  | 7           | Adrián Menéndez Maceiras | Adrián Menéndez Maceiras | 6           | 7           |  |  |              |                          |                          |              |              |  |

### Sezione 3
|  | Primo turno | Primo turno        | Primo turno        | Primo turno | Primo turno |  |  | Ultimo turno | Ultimo turno       | Ultimo turno | Ultimo turno | Ultimo turno |  |
|  |             |                    |                    |             |             |  |  |              |                    |              |              |              |  |
|  | 3           | Radu Albot         | 6                  | 64          | 2           |  |  |              |                    |              |              |              |  |
|  | Alt         | Tommy Paul         | 1                  | 7           | 6           |  |  | Alt          | Tommy Paul         | 3            | 6            | 6            |  |
|  | Alt         | Marcelo Arévalo    | Marcelo Arévalo    | 4           | 4           |  |  | 5            | John-Patrick Smith | 6            | 3            | 2            |  |
|  | 5           | John-Patrick Smith | John-Patrick Smith | 6           | 6           |  |  |              |                    |              |              |              |  |

### Sezione 4
|  | Primo turno | Primo turno          | Primo turno          | Primo turno | Primo turno |  |  | Ultimo turno | Ultimo turno         | Ultimo turno         | Ultimo turno | Ultimo turno |  |
|  |             |                      |                      |             |             |  |  |              |                      |                      |              |              |  |
|  | 4           | Ryan Harrison        | Ryan Harrison        | 6           | 6           |  |  |              |                      |                      |              |              |  |
|  | WC          | Hans Hach Verdugo    | Hans Hach Verdugo    | 3           | 4           |  |  | 4            | Ryan Harrison        | Ryan Harrison        | 6            | 6            |  |
|  | WC          | Andrés Zepeda        | Andrés Zepeda        | 2           | 0           |  |  | 8            | Alexander Sarkissian | Alexander Sarkissian | 1            | 4            |  |
|  | 8           | Alexander Sarkissian | Alexander Sarkissian | 6           | 6           |  |  |              |                      |                      |              |              |  |